# 城南镇 (邻水县)
城南镇，是中華人民共和國四川省鄰水縣下辖的一个乡镇级行政单位。2019年12月，撤销西天乡，将其所属行政区域划归城南镇管辖。将城南镇大佛寺社区、三合社区、红店社区、五岔村、郑家村、仁合村、破石村、牌坊村、文星村、南垭村、土垭村、石坝村、滑桥村所属行政区域划归鼎屏镇管辖。

## 行政区划
城南鎮下轄以下地區：
大佛寺社区、三合社区、红店社区、土垭村、文星村、石坝村、新安村、高坪村、破石村、五岔村、牌坊村、郑家村、新合寨村、南垭村、官渡村、芭蕉村、花石村、磬明村、沙渔村、安丰村、滑桥村、河湾村和仁合村。
2019年12月调整后，城南镇辖原西天乡和河湾村、新和村、安丰村、沙鱼村、磬明村、花石村、芭蕉村、关渡村、高坪村、新安村所属行政区域。